# Жайылский район
Жайылский район (кирг. Жайыл району) — административно-территориальная единица в составе Чуйской области Кыргызстана.
Административный центр — город Кара-Балта (до 1976 года — посёлок Калининское).
Площадь района составляет 3028 км², население — 92 645 человек (2009).

## История
29 октября 1958 года к Калининскому району была присоединена часть территории упразднённого Петровского района, а 26 ноября 1959 года — Панфиловский район целиком.
8 мая 1993 года Калининский район был переименован в Жайылский.

## Население
По данным переписи населения Кыргызстана 2009 года, киргизы составляли 56 542 человека из 92 645 жителей района (61,0 %), русские — 23 100 человек (24,9 %), украинцы — 2441 человек (2,6 %), уйгуры — 1646 человек (1,8 %), узбеки — 1602 человека (1,7 %), казахи — 1409 человек (1,5 %), азербайджанцы — 1208 человек (1,3 %), корейцы — 1164 человек (1,3 %).

## Административно-территориальное деление
- Городские населённые пункты:
  - Город Кара-Балта.

- Сельские населённые пункты (сёла), входящие в 12 аильных (сельских) округов[5]:
  - Ак-Башатский аильный округ: с. Новониколаевка (центр), Айдарбек, Ак-Башат, Арал;
  - Жайылский аильный округ: с. Алексеевка, Жайыл;
  - Кара-Сууский аильный округ: с. Ставрополовка, Кара-Суу;
  - Красновосточный аильный округ: с. Калининское, Калдык, Кара-Дебе;
  - Кызыл-Дыйканский аильный округ: с. Петропавловка (центр), Кызыл-Дыйкан;
  - Полтавский аильный округ: с. Полтавка, Малтабар, Орто-Суу;
  - Сары-Булакский аильный округ: с. Сары-Булак, Монолдор;
  - Сары-Кооский аильный округ: с. Эриктуу (центр), Алтын, Джекен, Джон-Арык, Ийри-Суу, Федоровка;
  - Сосновский аильный округ: с. Сосновка;
  - Степнинский аильный округ: с. Степное;
  - Суусамырский аильный округ: с. Суусамыр (центр), Кайсар, Первое Мая, Тунук, Кожомкул, Каракол, Кызыл-Ой;
  - Талды-Булакский аильный округ: с. Бексе-Джол (центр), Кайырма, Бекитай.

## Известные люди

### В районе родились
- Акылбеков, Сабырбек Мамбетсадыкович (1914—1968) — советский киргизский живописец.
- Сейталиев, Токтоналы (1937—2021) — оперный певец, народный артист СССР (1984)